# Johann Rezac
Johann Rezac (* 27. April 1911 in Wasenbruck; † 18. August 1998 in Weidling) war ein österreichischer Architekt und Bildhauer.
Ab 1931 studierte er an der Akademie der bildenden Künste Wien bei Peter Behrens. 1936 trat er der Künstlervereinigung Künstlerhaus bei. Im selben Jahr trat er für Österreich an den Kunstwettbewerben der Olympischen Sommerspiele 1936 in der Disziplin Architektur an, wo er eine Wassersportanlage für Pörtschach am Wörthersee einreichte. Der Entwurf wurde nicht realisiert. Am 16. Mai 1938 beantragte er die Aufnahme in die NSDAP und wurde rückwirkend zum 1. Mai desselben Jahres aufgenommen (Mitgliedsnummer 6.203.781). Während des Zweiten Weltkrieges diente er bis zu einer Verwundung im Jahr 1944 als Soldat. 
1945 musste er das Künstlerhaus aufgrund seiner Mitgliedschaft in der NSDAP verlassen, wurde aber 1948 wieder aufgenommen. Als Architekt arbeitete er an zahlreichen Gebäuden bis hin zu Kirchen. Von ihm stammen beispielsweise die Entwürfe für den beachtenswerten Gewerbebau Zeillergasse 3 in Ottakring, der 1958 zur Ausführung gelangte. Zwischen 1954 und 1956 war er an der Errichtung der kommunalen Wohnhausanlage Jagdgasse 1d in Wien-Favoriten beteiligt. Für seinen Geburtsort plante er eine Kirche in Form einer Schnecke, die 1963 dem hl. Josef des Arbeiters geweiht und ihrer Bestimmung übergeben wurde. Zuletzt unterrichtete er an Höheren Technischen Lehranstalten in Krems und Wien.